# Catch and Release (film)
Catch and Release is een Amerikaanse film uit 2006 geregisseerd door Susannah Grant. De hoofdrollen worden vertolkt door Jennifer Garner en Timothy Olyphant.

## Verhaal
Na de plotse dood van haar verloofde vindt Gray Wheeler (Jennifer Garner) troost bij haar vrienden: de grappige en luchthartige Sam (Kevin Smith), de oververantwoordelijke Dennis (Sam Jaeger) en Fritz (Timothy Olyphant), een onverantwoordelijke playboy, met wie ze al bevriend is van haar kindertijd en die ze beschouwt als een van de minst betrouwbare personen. Geheimen over haar perfecte verloofde komen naar boven en tegelijkertijd voelt ze zich verbonden met een man, op wie ze nooit had gedacht dat ze verliefd kon worden.

## Rolverdeling
- Jennifer Garner - Gray Wheeler
- Timothy Olyphant - Fritz
- Sam Jaeger - Dennis
- Kevin Smith - Sam
- Juliette Lewis - Maureen Monette
- Joshua Friesen - Mattie Monette
- Fiona Shaw - Ellen Douglas
- Tina Lifford - Eve the Lawyer
- Georgia Craig - Persephone
- Christopher Redman - Flower Delivery Guy

## Trivia
- Jennifer Garner was zwanger tijdens het filmen.
- Kevin Smith mocht zelf zijn kleren kiezen, die het nummer '37' hebben vanwege zijn handelsmerk.